# Železniční nehoda u druhého Vinohradského tunelu
Železniční nehoda u druhého Vinohradského tunelu se stala v sobotu 7. června 1947 ráno v 9 hodin a 12 minut u jeho severního portálu.

## Nehoda
Na okraji tunelu se střetl třetí záložní stroj, který vjížděl z koleje č. 28, a vlak č. 602, jedoucí od Vyšehradu. Při nehodě zemřelo 7 lidí, 7 jich bylo zraněno těžce a 49 lehce. Trosky vlaku zatarasily obě koleje, doprava na nich byla obnovena tentýž den večer v 19 hodin 45 minut. Následující den ráno informoval o tragédii Československý rozhlas, Rudé právo a Svobodné noviny. Jednou z hlavních příčin nehody byla výluka činnosti zabezpečovacího zařízení.